# Sandnessjøen
Sandnessjøen este o localitate din comuna Alstahaug, provincia Nordland, Norvegia, cu o suprafață de 4 km² și o populație de 5.930 locuitori (2013).